# Dīmītrīs Panagiōtou
Dīmītrīs Panagiōtou (in greco Δημήτρης Παναγιώτου?; Dromolaxia, 28 marzo 1954) è un ex calciatore cipriota.

## Carriera
Ha giocato 2 partite per la nazionale cipriota tra il 1974 e il 1975.